# Callophrys major
Callophrys major är en fjärilsart som beskrevs av Tutt 1907. Callophrys major ingår i släktet Callophrys och familjen juvelvingar. Inga underarter finns listade i Catalogue of Life.